# パウル・エステルハージ
パウル・エステルハージ（ドイツ語: Paul Fürst Esterházy de Galantha）、またはエステルハージ・パール（ハンガリー語: Eszterházy Pál, 1635年9月8日 - 1713年3月26日）は、オーストリア軍元帥。オスマン帝国軍と闘った功績により、侯爵に叙された。また、ハンガリー王国副王（宮中伯）に任じられた（在位：1681年 - 1713年）。